# 贵昆铁路
贵昆铁路自贵州省贵阳至云南省昆明，全长639公里。2006年12月31日18时起，沪杭铁路、浙赣铁路、湘黔铁路、贵昆铁路四条铁路合并为沪昆铁路。

## 历史
贵昆铁路是三线建设的重点项目，于1966年3月建成，1970年12月交付运营，结束了云南省自滇越铁路建成以来“火车不通国内通国外”的历史。2012年12月6日凌晨，新建六沾复线在背开柱拨接，原线切断。至此，贵昆铁路原线云南省境内段全部退出历史舞台，被新线取代，其从建成到停用总共走过了46年的光阴。

### 贵六段
1985年12月17日贵阳至六盘水段电气化，贵阳至六盘水1998年6月26日复线开建，2001年11月11日全线贯通。

### 沾六段

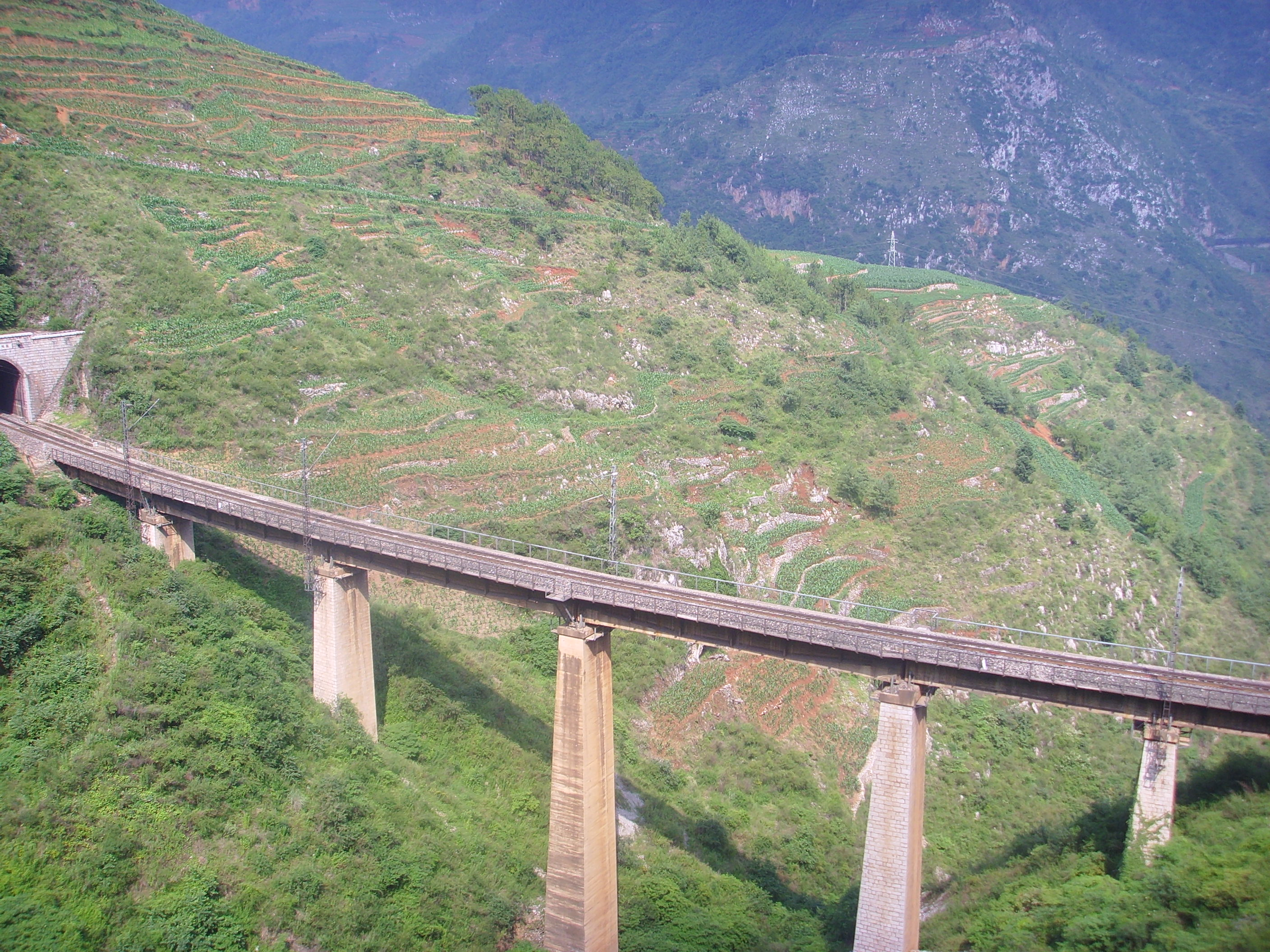
宣威市双河乡境内的贵昆铁路老线。沾六复线开通后现已废弃。

1989年12月29日六盘水至宣威段电气化。2005年7月29日，沾益至贵州六盘水增建二线可行性研究通过国家评审。2006年11月27日复线开建，2012年12月6日沾六段复线全线开通。开通后关闭了10个火车站。分别是：乐居站、罗盘地站、树舍站、扒挪块站、荷马岭站、背开柱站、木戛站、田坝站、邓家村站、徐屯站，其中背开柱站、扒挪块站两个站于新地址重建，同时还改建了且午站。

### 沾昆段
贵昆线沾益至昆明段既有线运营长166.62千米。原为米轨，1958年9月准轨改建，1959年7月1日全线通车。1970年后改为内燃机车牵引。1988年电气化改造，1990年全线电气化开通并采用双机牵引。2004年3月2日，国家发改委对沾昆二线可研报告作出批复。2004年4月15日开工，总投资36.7亿元，其中：银行贷款22亿元，铁路建设专项资金14.7亿元；全长145.82千米，建设工期两年半，设计时速160千米。铁路运输能力由每年1656万吨和11对客车提高到每年5890万吨和27对客车。2007年4月23日沾昆段复线通车。

## 灾难事故
1988年1月24日，由昆明开往上海的80次特快旅客列车在运行到贵昆铁路且午至邓家村站间时发生颠覆事故。机车后第2至第7节车厢颠覆于铁轨外侧，第8至13节车厢脱线，第14节车厢的1根轴脱线，只有第15节车厢保持正常。事故造成88人死亡，62人重伤，贵昆铁路中断运行44小时33分。事后，时任铁道部长丁关根向国务院请辞。当年3月12日，第七届全国人大常委会第25次会议正式通过了丁关根的辞职请求。